# Mario Castelnuovo
Mario Castelnuovo (Roma, 25 gennaio 1955) è un cantautore e chitarrista italiano.

## Biografia
Il padre, Lodovico, era un pittore lombardo mentre la madre era nativa di Celle sul Rigo, paesino della provincia senese a cui Castelnuovo in seguito dedicherà la canzone 160 km da Roma. Mario cresce a Roma e, pur dipingendo per hobby, si dedica invece alla musica.
Viene scoperto da Amedeo Minghi, che gli procura un contratto con la It, l'etichetta di Vincenzo Micocci per cui incide lo stesso Minghi, che diventa produttore di Castelnuovo.
Nel 1981 esce il suo primo singolo Oceania che viene presentato in una competizione canora per scoprire nuovi talenti all'interno del programma Domenica in presentato quell'anno da Pippo Baudo; la canzone sul retro, Sangue fragile, vede Minghi come coautore della musica.
L'anno dopo Castelnuovo partecipa al Festival di Sanremo 1982 con Sette fili di canapa, brano che dà anche il titolo al suo primo album, ancora prodotto da Minghi, e che riscuote un discreto successo. Nel panorama festivaliero creano un certo scompiglio i versi del brano di Castelnuovo che recita: "C'erano sette Cristi a Follonica ed un ateo sul Sinai bivaccava e aspettava", oltre al riferimento alla canapa. Il testo viene attentamente vagliato, ma poi eseguito senza censure. Racconta Castelnuovo stesso: "Il successo di Oceania mi aprì le porte di Sanremo. Era il 1982, ero convinto di andare al festival semplicemente a presentare una cosa nuova all'interno di una rassegna dove questo genere di proposte non erano molto ben viste. La Rai minacciò perfino di bloccarmi la canzone, credevano che parlasse di droga, si presentarono i carabinieri in albergo e io dovetti spiegare riga per riga il significato del testo…".
Nell'estate del 1982 Castelnuovo effettua il suo primo tour, insieme ad altri due artisti di etichette distribuite dall'RCA Italiana, Marco Ferradini e Goran Kuzminac: per il lancio della tournée viene pubblicato un Q Disc dei tre artisti, contenente un brano, Oltre il giardino, cantato insieme ed altri tre cantati singolarmente; la canzone di Castelnuovo è Perché non sorridi?.
Sempre nel 1982 partecipa al Festivalbar con il brano Illa, ottenendo un discreto successo.
Torna a Sanremo nel 1984 con quella che è sicuramente la sua canzone di maggior successo, Nina, contenuta nell'album dello stesso anno dal titolo Mario Castelnuovo, il cui testo è ispirato dalle vicende reali dei genitori di Mario, conosciutisi durante la seconda guerra mondiale. Sempre nello stesso anno, scrive la canzone Il gabbiano, che viene incisa in duetto con Laura Landi e compare nel 45 giri di quest'ultima Firenze, piccoli particolari (brano scritto invece dall'amico e scopritore Amedeo Minghi). Scrive inoltre una canzone, Le aquile, per la colonna sonora de I ragazzi della periferia sud, film di Gianni Minello incentrato sulla vita quotidiana di alcuni giovani negli anni del boom dell'eroina.
Nel 1985 pubblica l'album È piazza del Campo, che si discosta dalle sonorità dei dischi precedenti e che porta avanti una maggiore ricerca sonora, a cui fa seguito, nel 1987, Venere che contiene il brano Madonna di Venere presentato a Sanremo lo stesso anno con un successo inferiore a quello delle due passate partecipazioni alla kermesse sanremese; l'anno precedente partecipa invece come autore della canzone L'uomo di ieri, interpretata da Paola Turci, che Castelnuovo (che nel disco della cantante esegue i cori nel finale) eseguirà solamente dal vivo senza mai incidere.
Il 1988 vede la pubblicazione del disco Sul nido del cuculo: nei cori è possibile ascoltare Mariella Nava, allora agli esordi, che suona anche il pianoforte e con cui Castelnuovo effettua il tour di quell'anno.
Nel 1991 pubblica la raccolta Come sarà mio figlio contenente tre brani inediti, oltre ai maggiori successi riarrangiati: è questo l'ultimo disco pubblicato dalla RCA Italiana.
Passato alla Fonit Cetra, pubblica Castelnuovo nel 1993.
Successivamente pubblica per la Jungla Records Signorine adorate nel 1996 e Buongiorno nel 2000.
Risale al 1994 la sua collaborazione con la Formula 3 (il cui batterista, Tony Cicco, ha suonato spesso con Castelnuovo sia in concerto che su disco): scrive infatti i testi per alcune canzoni contenute nell'album La casa dell'imperatore: Come James Dean, Chiara dei lampi, Vicino e lontano, Allo specchio e la title track, che racconta la vita di un extracomunitario che vive da barbone (la casa dell'imperatore del titolo e del testo è la Domus Aurea fatta costruire da Nerone a Roma), e che viene presentata al Festival di Sanremo 1994.
Nel 1995 scrive Strega, incisa da Alessandro Haber nel suo primo album, Haberrante; collabora inoltre con Umberto Bindi, scrivendo il testo di Davanti all'orizzonte, pubblicata postuma dopo la morte del cantautore genovese.
Del 2005 è, invece, il cd Com'erano venute buone le ciliegie nella primavera del '42, dai testi molto poetici e gli arrangiamenti acustici. L'album vede la partecipazione straordinaria della regista cinematografica Lina Wertmüller nelle vesti di cantante della title track.
Nell'agosto dello stesso anno, la Torre torna a vincere il Palio di Siena dopo 44 anni. Castelnuovo, la cui madre è della provincia di Siena, ha sempre seguito e amato il Palio (tanto da dedicargli una canzone e farla title track dell'album È piazza del Campo del 1985); in occasione di tale evento, Castelnuovo ha l'occasione di partecipare da vicino alla festa, grazie all'amico compositore e collaboratore Fabio Pianigiani, che è un torraiolo doc.
Insieme a lui, traendo spunto da tale evento, produce ed interpreta Rosso fulmine, canzone dedicata al Palio che i contradaioli della Torre utilizzeranno come colonna sonora durante tutta la festa, pubblicata su cd singolo alla fine del 2005.
Nella puntata di venerdì 24 ottobre 2008 del programma televisivo I migliori anni, condotto da Carlo Conti, ha presentato una versione acustica del suo brano più noto, Nina, ed ha annunciato la pubblicazione, nel mese di novembre, del suo primo romanzo, intitolato Il badante di Che Guevara; nello stesso periodo tiene alcuni concerti insieme a Edoardo De Angelis, con cui ha collaborato in passato cantando nella canzone del collega Rosso.
Il romanzo viene invece pubblicato a gennaio del 2009, e presentato mercoledì 21 gennaio alla libreria "Bibli" di Roma.
Nel 2009 partecipa come ospite al disco "Balera metropolitana" dei Maisie (edito dall'etichetta del gruppo, la Snowdonia Dischi). Castelnuovo esegue una versione acustica del brano n. 79 - ISTITUTO MARINO (Via ortopedico).
Sempre nel 2009, è diventato per la prima volta padre di una bambina, a cui è stato dato il nome di Nina (in onore di suo padre, nonché del titolo della sua più celebre canzone).
Nel 2014 pubblica l'album Musica per un incendio, l'ultimo prodotto da Lilli Greco prima della scomparsa, mentre nel 2018 pubblica il suo secondo romanzo, La mappa del buio, ed il singolo Io mi ricordo L'Aquila, registrato in duetto con Bianca Giovannini e pubblicato su 45 giri a dicembre.
Nel 2019 pubblica un cofanetto dal titolo Guardalalunanina, contenente un doppio cd live e un libro
Il 2 febbraio 2025 è ospite nella trasmissione "Applausi" di Rai1, presentata da Gigi Marzullo.

## Discografia

### Album in studio
- 1982 – Sette fili di canapa (IT, ZPLT 34159)
- 1984 – Mario Castelnuovo (RCA Italiana, PL 70248)
- 1985 – È piazza del Campo (RCA Italiana, PL 70902)
- 1987 – Venere (RCA Italiana, PL 71241)
- 1988 – Sul nido del cuculo (RCA Italiana, PL 71937)
- 1991 – Come sarà mio figlio (RCA Italiana, PL 75010)
- 1993 – Castelnuovo (Fonit Cetra, CDL 350)
- 1996 – Signorine adorate (Giungla Records)
- 2000 – Buongiorno (DFV)
- 2005 – Com'erano venute buone le ciliegie nella primavera del '42 (Rai Trade, RTP 0088)
- 2014 – Musica per un incendio (Incipit, INC 179)

### Raccolte
- 2003 – I miei primi dieci anni
- 2019 - Guardalalunanina

### Mini LP
- 1982 – Q Concert (RCA Italiana, PG 33428)

### Singoli
- 1981 – Oceania/Sangue fragile (IT, ZBT 7228)
- 1982 – Sette fili di canapa/Viale dei persi (IT, ZBT 7248)
- 1984 – Nina/Halley (RCA Italiana, PB 6739)
- 1987 – Madonna di Venere/Rondini nel pomeriggio (RCA Italiana, PB 41165; con due copertine differenti)
- 1988 – Gli occhi di Firenze/Dialogo d'amore (Ariola, 112412; pubblicato in Germania)
- 1988 – Via della luna/Il lupo (Ariola, 112817; pubblicato in Germania)
- 1996 – Ma vie je t'aime
- 2000 – Buongiorno
- 2005 – Rosso fulmine
- 2018 – Io mi ricordo l'Aquila/Quant'è bella la vita
- 2020 – Guardalalunanina/Stanotte ho fatto un sogno

### Remix
- 1985 – Piazza del Campo • L'uomo distante • Inchiostro
- 1987 – Nobildonna • Il Primo Volo
- 1988 – Sul nido del cuculo
- 1991 – Oceania • Come sarà mio figlio

### Partecipazioni
- 2007 – Ernesto Bassignano - Trend & Trend
- 2009 – Maisie - Balera Metropolitana

## Canzoni scritte da Mario Castelnuovo per altri artisti
| Anno | Titolo                    | Interprete                                                      | Autori del testo                                    | Autori della musica                                 |
| ---- | ------------------------- | --------------------------------------------------------------- | --------------------------------------------------- | --------------------------------------------------- |
| 1984 | Marilù                    | Forza 3                                                         | Mario Castelnuovo                                   | Tony Cicco                                          |
| 1985 | Il gabbiano               | Laura Landi                                                     | Mario Castelnuovo                                   | Mario Castelnuovo                                   |
| 1986 | L'uomo di ieri            | Paola Turci                                                     | Mario Castelnuovo e Gaio Chiocchio                  | Mario Castelnuovo e Gaio Chiocchio                  |
| 1986 | Ritratti                  | Paola Turci                                                     | Mario Castelnuovo e Gaio Chiocchio                  | Roberto Righini                                     |
| 1987 | Primo tango               | Paola Turci                                                     | Mario Castelnuovo, Roberto Righini e Gaio Chiocchio | Mario Castelnuovo, Roberto Righini e Gaio Chiocchio |
| 1988 | Lettera d'amore d'inverno | Paola Turci                                                     | Mario Castelnuovo, Roberto Righini e Gaio Chiocchio | Mario Castelnuovo, Roberto Righini e Gaio Chiocchio |
| 1992 | La tempesta               | Formula 3                                                       | Mario Castelnuovo                                   | Mario Castelnuovo e Tony Cicco                      |
| 1992 | Né con te né senza di te  | Formula 3                                                       | Mario Castelnuovo                                   | Mario Castelnuovo e Tony Cicco                      |
| 1994 | La casa dell'imperatore   | Formula 3                                                       | Mario Castelnuovo                                   | Tony Cicco                                          |
| 1994 | Allo specchio             | Formula 3                                                       | Mario Castelnuovo                                   | Tony Cicco                                          |
| 1994 | Chiara dei lampi          | Formula 3                                                       | Mario Castelnuovo                                   | Alberto Radius, Stefano Previsti e Flaviano Cuffari |
| 1994 | Come James Dean           | Formula 3                                                       | Mario Castelnuovo                                   | Tony Cicco                                          |
| 1994 | Vicino e lontano          | Formula 3                                                       | Mario Castelnuovo                                   | Tony Cicco                                          |
| 1995 | Strega                    | Alessandro Haber                                                | Mario Castelnuovo                                   | Mario Castelnuovo                                   |
| 1997 | Studiavo Chopin           | Tony Cicco                                                      | Mario Castelnuovo                                   | Tony Cicco                                          |
| 1998 | Racconto d'estate         | Riccardo Fogli                                                  | Mario Castelnuovo                                   | Fabio Pianigiani                                    |
| 1998 | Fuochi dietro la collina  | Riccardo Fogli                                                  | Mario Castelnuovo                                   | Fabio Pianigiani                                    |
| 1998 | Ballando                  | Riccardo Fogli                                                  | Mario Castelnuovo                                   | Fabio Pianigiani                                    |
| 1998 | Butterfly                 | Riccardo Fogli                                                  | Mario Castelnuovo                                   | Fabio Pianigiani                                    |
| 1999 | Stella bianca             | Rick Wakeman e Mario Fasciano                                   | Mario Castelnuovo                                   | Rick Wakeman e Mario Fasciano                       |
| 2002 | Blu etrusco               | Fabio Pianigiani                                                | Mario Castelnuovo                                   | Fabio Pianigiani                                    |
| 2002 | I Tirreni                 | Fabio Pianigiani                                                | Mario Castelnuovo                                   | Fabio Pianigiani                                    |
| 2002 | Io credo                  | Fabio Pianigiani                                                | Mario Castelnuovo                                   | Fabio Pianigiani                                    |
| 2002 | La dottrina dei fulmini   | Fabio Pianigiani                                                | Mario Castelnuovo                                   | Fabio Pianigiani                                    |
| 2002 | Gli sposi                 | Fabio Pianigiani                                                | Mario Castelnuovo                                   | Fabio Pianigiani                                    |
| 2002 | Davanti all'orizzonte     | Umberto Bindi                                                   | Mario Castelnuovo                                   | Umberto Bindi                                       |
| 2006 | La rossa di Venezia       | Rossella Seno                                                   | Mario Castelnuovo                                   | Mario Castelnuovo                                   |
| 2018 | Il poema dei visionari    | Bianca Giovannini (BandaJorona – Io so' me) e Mario Castelnuovo | Mario Castelnuovo                                   | Mario Castelnuovo                                   |